# 俞大㵢

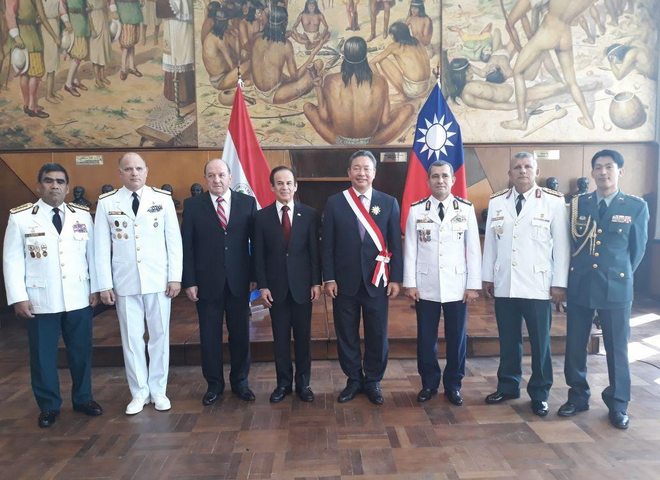
2018年4月19日，巴拉圭國防部部長Q108461887（中左）於國防部將「Q106358743」授予中華民國駐巴拉圭大使俞大㵢（中右）。

俞大㵢，中華民國外交官、政府官員。畢業於得克萨斯农工大学政治暨外語雙主修學士、西班牙文學碩士。中華民國陸軍少尉退役，曾任駐紐約臺北經濟文化辦事處秘書、外交部中南美司科長兼府院首長傳譯、駐薩爾瓦多大使館政務參事、外交部中南美司副司長、駐瑞士臺北文化經濟代表團日內瓦辦事處大使銜處長、駐巴拉圭大使、外交部拉丁美洲及加勒比海司長、外交部常務次長、駐歐盟兼駐比利時代表處大使銜代表等職務，現任駐美國臺北經濟文化代表處大使銜代表。

## 職業生涯

### 駐巴拉圭大使
2016年6月，俞大㵢啟用駐巴拉圭大使館新館，因「英翔專案」而於就任後首度出訪巴拉圭的中華民國總統蔡英文亦出席新館揭牌典禮，陪同者包括國家安全會議秘書長吳釗燮、外交部長李大維、巴拉圭外交部長羅依沙卡、亞松森市長費雷洛。
2018年4月，俞大㵢結束大使任期，獲巴拉圭國防部部長馬丁內斯頒贈「軍人軍功大綬勳章」，感謝俞大㵢任期屆滿與在兩國防務合作框架下所做的貢獻，授勳典禮於國防部英雄殿（Salón de los Próceres）舉行。

### 外交部拉丁美洲及加勒比海司長
2020年6月，俞大㵢就宏都拉斯總統葉南德茲確診2019冠状病毒病一事表示，為協助邦交國對抗疫情，將提供2萬份臺灣製的抗體快篩試劑，其中1萬份優先供應給宏都拉斯，其餘1萬份預定供應給瓜地馬拉與貝里斯。
2021年1月，俞大㵢與外交部常務次長曹立傑負責中華民國外交部與蓋亞那外交部簽署臺灣辦事處設處協議相關事宜，俞大㵢負責安排行程，曹立傑前往蓋亞那會見外交部長並簽署設處協議。2月，由於中華人民共和國的施壓，蓋亞那撤回設處協議，臺灣辦事處尚未成立便宣告中止。
2021年3月，俞大㵢針對媒體報導臺灣將轉讓與美國談妥的200萬劑牛津－阿斯利康2019冠状病毒病疫苗供應給巴拉圭救急一事，表示其為毫無根據的錯誤訊息，臺灣只是透過不同管道協助巴拉圭採購疫苗，也同意巴拉圭挪用臺灣援助的經費先採購疫苗，但並非由臺灣轉讓疫苗。「因為巴拉圭的確是有疫苗的危機，他們大概是南美洲目前得到疫苗最少的國家，他們也向友好國家，包括我們、美國、韓國、日本、俄羅斯，都在求援，希望得到疫苗，我們基於巴拉圭是我們重要的友邦，我們也透過不同管道在幫助他們牽線，讓他們能夠跟廠商能自己去採購疫苗，他們的確也在進行中，這是他們在採購」。4月，《纽约时报》引述巴拉圭外交部長阿塞韋多於3月接受採訪時表示，北京明確表示有興趣與巴拉圭建立外交關係，「如果兄弟情誼是任我們受呼吸衰竭之苦，那它有什麼用」、「我認為我們的戰略盟友，包括美國與臺灣，必須做出回應」。俞大㵢回應說明，該篇報導是在描述先前的狀況，之前的確曾有疫苗危機，甚至造成政府動盪，但在各方協助下，疫苗陸續到貨，急迫性稍微舒緩，危機慢慢解除中。阿塞韋多後來請駐巴拉圭大使韓志正到外交部，澄清兩國關係非常好，也公開說明邦交沒有問題，俞大㵢並強調「我願意為我的工作負責」。另表示「國產疫苗一旦可以對外輸出，也滿足國人疫苗需求前提下，當然也樂於把我們優質產品疫苗提供給邦交國，滿足他們的需求」。
2021年5月，俞大㵢與美國國務院西半球事務局代理助理國務卿鄭智允、全球夥伴辦公室執行主任Thomas Debass、巴拉圭工商部長賈斯狄優尼共同替臺灣、美國、巴拉圭三方舉辦之「夥伴機會考察團」（Partnership Opportunity Delegation, POD）視訊會議致詞。會議聚焦可再生能源、電動車及其零組件等領域，並邀請臺美業者共同與會。

### 外交部常務次長
2021年8月，俞大㵢接受宏都拉斯13家媒體聯合視訊專訪，說明兩國建交80年來，共同促進宏國國家發展的各項成果，並將繼續深化兩國緊密的合作關係。10月，俞大㵢接受墨西哥6家媒體聯合視訊專訪，說明臺灣在全球供应链扮演的重要角色、兩國經貿投資現況與展望，以及臺灣加入跨太平洋夥伴全面進展協定對兩國與區域經濟發展的利基與重要性。
2021年9月，中華民國外交部接獲宏都拉斯邀請，指派俞大㵢前往協助宏都拉斯災後重建雙邊合作計畫。由於先前宏都拉斯總統候選人卡蕬楚在競選期間表示，一旦勝選將會尋求與中華人民共和國建交，外交部拉丁美洲及加勒比海司長謝妙宏就此次出訪表示「期間俞大㵢會晤了宏國朝野政要，再次提醒宏方注意中國口惠而實不至的承諾，以及破壞友邦與我關係的一貫伎倆」。
2021年11月，俞大㵢代表中華民國政府頒贈「大綬景星勳章」予隨同宏都拉斯總統葉南德茲抵臺訪問的外交部長羅薩雷斯。

### 駐美國代表
2023年11月，駐美國代表蕭美琴擔任民主進步黨總統候選人賴清德的副手，搭檔競選2024年正副總統選舉，原職位由駐歐盟兼駐比利時代表俞大㵢接任。
2024年6月25日，臺灣《鏡週刊》在接獲外交體系人員爆料後，刊登俞大㵢濫花公帑，放任太太對下屬頤指氣使等情事。俞大㵢對此逐一說明，強調不會讓侮蔑剝奪其繼續在代表處為國服務的機會，也不希望這起事件讓代表處工作失焦。中華民國外交部回應，相關報帳僅限公務使用，會盡快了解具體情形後對外說明。立委黃國昌稱他欲了解經費運用，外交部回函卻標示密件。外交部則回應，此因避免中國瞭解我方資源配置進而進行打壓或干擾，相關資料不宜對外公開。27日，外交部長林佳龍表示，外交部同意核銷俞大㵢款項約250萬新臺幣，媒體所稱濫花公帑並非實際數字。立法院外交及國防委員會同日通過提案，要求俞大㵢兩周內提交書面報告說明公款使用情形。7月15日，根據外交部予立法院的回函，媒體報導駐美國代表處採購財產的單價與支出總金額，與駐處實際支出數不符。
2024年11月5日，川普當選美國總統。中華民國總統賴清德除透過X（原Twitter）發文祝賀川普勝選外，俞大㵢並致送賴清德的賀函予川普團隊的核心幕僚歐布萊恩，再由其轉交川普。
2025年1月20日，立法院組成的台灣代表團出席川普就職典禮，俞大㵢安排代表團以獲邀貴賓的身分進入美國國會大廈遊客中心解放廳和第一資本體育館透過現場轉播見證就職典禮。

## 外語能力
俞大㵢除了精通英语、通曉法语外，其西班牙语已達母語等級。

## 外部連結
- 加分誌. . My Plus 加分誌. 2018-09-01.